# Uchpa
Uchpa — перуанская рок-группа, исполняющая блюз-рок на кечуа. Группа была создана вокалистом Фреди Ортисом в 1994 году.

## История
Группа прославилась тем, что исполняет свои композиции на языке кечуа. Собравшись в городе Аякучо в 1994 году, музыканты сначала исполняли коверы песен Нирвана на кечуа, а позже блюз 60'х и 70'х.Через какое-то время группа распадается. Впоследствии Фреди Ортис, основатель группы, переезжает в столицу и в Лиме заново собирает группу под тем же названием, но уже с другими музыкантами.
Первые 2 диска группы не принесли особого успеха - удача улыбнулась музыкантам только после третьего альбома Qukman muskiy (Другой Вздох, 2000), который, как всегда включая композиции только на кечуа, разошёлся большим тиражом не только в перуанской столице, а по всей стране и за её пределами.
Chachaschay (Деревце), одна из самых известных песен группы, представляет собой перуанское уайно в рок-обработке.

## Участники группы
- Fredy Ortiz (Вокал)
- Ivo Flores (Ударные)
- Marcos Maizel (Гитара)
- Julio Valladares (Ритм Гитара)
- Miguel Ángel Cruz (Бас)
- Juan Espinoza (Уаркапуку)

## Бывшие Участники
- Bram Willem (Бас)
- Juan Manuel Alvan (Гитара)

## Дискография
- Wayrapin qaparichkan (Крича на ветер) 1994
- Qawka kawsay (Живя в мире) 1995
- Qukman muskiy (Другой вздох) 2000

## Сборники и Концертные записи
- En Concierto En La Noche De Barranco 2003
- Lo mejor de Uchpa (Лучшие песни) 2005
- Concierto 2005

## Основные хиты
- Perú Llaqta
- Ananao
- Añas Blues
- Pitaqmi Kanki
- Corazón Contento
- Chachaschay
- Pachamama
- Kusi Kusun